# Irfan Smajlagić
Irfan Smajlagić (Banja Luka, 16 oktober 1961) is een voormalig Kroatisch handballer. 
Op de Olympische Spelen van 1988 in Seoel won hij de bronzen medaille met Joegoslavië. Smajlagić speelde vijf wedstrijden en scoorde 14 doelpunten.
Met Kroatië won hij de gouden medaille op de Olympische Spelen van 1996 in Atlanta. Smajlagić speelde zes wedstrijden en scoorde 31 doelpunten. In maart 2014 volgde Smajlagić Nenad Šoštarić op als hoofdtrainer van het vrouwenteam van RK Lokomotiva Zagreb. Smajlagić ondertekende een contract van twee jaar met RK Lokomotiva Zagreb.
Mirko Bašić · Jožef Holpert · Boris Jarak · Slobodan Kuzmanovski · Muhamed Memić · Alvaro Načinović · Goran Perkovac · Zlatko Portner · Iztok Puc · Rolando Pušnik · Momir Rnić · Zlatko Saračević · Irfan Smajlagić · Ermin Velić · Veselin Vujović
Patrik Čavar · Valner Franković · Slavko Goluža · Bruno Gudelj · Vladimir Jelčić · Božidar Jović · Nenad Kljaić · Venio Losert · Valter Matošević · Zoran Mikulić · Alvaro Načinović · Goran Perkovac · Iztok Puc · Zlatko Saračević · Irfan Smajlagić · Vladimir Šujster